# 아우르드네시슬라
아우르드네시슬라(아이슬란드어: Árnessýsla)는 아이슬란드의 주이다. 이 주는 남서부 지역에 있으며 면적은 8287 km2이고 2004년 기준으로 인구는 6,778명이다.